# Helmuth Karl Bernhard von Moltke
(Helmuth Karl Bernhard von Moltke)
Helmuth Karl Bernhard Graf von Moltke (Parchim, 26 ottobre 1800 – Berlino, 24 aprile 1891) è stato un feldmaresciallo tedesco, per trent'anni capo di stato maggiore dell'esercito prussiano e artefice delle vittorie sull'Impero austro-ungarico e sulla Francia nel XIX secolo.
È conosciuto anche come von Moltke il Vecchio per distinguerlo dal nipote Helmuth Johann Ludwig von Moltke, che comandò l'esercito imperiale tedesco allo scoppio della prima guerra mondiale.
Viene considerato uno dei più grandi strateghi militari della storia, particolarmente per la sua capacità (paragonabile a quella di Napoleone Bonaparte o di Subedei) di manovrare grandi eserciti in modo elastico, coordinando abilmente i movimenti dei vari raggruppamenti tattici, rimanendo in grado di superare, con la sua oculata prudenza, le situazioni impreviste, in modo da riuscire sempre a concentrare nel momento e nel punto giusto le sue forze, ottenendo una schiacciante superiorità sul campo di battaglia.
Grandi qualità mise in mostra anche nel campo logistico, organizzativo e, soprattutto, nella creazione del moderno lavoro di stato maggiore, creando un nuovo metodo di direzione delle forze armate sul campo, rimasto praticamente immutato, nei suoi concetti fondamentali, fino a oggi.

## I primi anni
Von Moltke nacque nel Ducato di Meclemburgo-Schwerin da una famiglia di antica nobiltà. Suo padre nel 1805 si stabilì nell'Holstein e divenne cittadino danese, ma nello stesso periodo subì un tracollo economico per l'incendio della tenuta di campagna e per il saccheggio, da parte delle truppe francesi, delle proprietà cittadine di Lubecca, dove risiedeva la famiglia.
Il giovane Moltke quindi crebbe in circostanze disagiate. All'età di nove anni fu mandato in collegio a Hohenfelde, a undici anni entrò come cadetto alla scuola di Copenaghen, destinato alla corte e all'esercito danese. Nel 1818 divenne paggio del re di Danimarca e sottotenente in un reggimento di fanteria.
A ventun anni decise di entrare al servizio della Prussia, pur perdendo l'anzianità di grado. Nel 1822 divenne sottotenente nell'8º Reggimento fanteria di Francoforte sull'Oder. A ventitré anni fu ammesso alla Scuola di Guerra (in seguito chiamata Preußische Kriegsakademie), dove studiò per tre anni diplomandosi nel 1826.

## Il giovane ufficiale
Per un anno Moltke prestò servizio nella stessa scuola cadetti, per tre anni fu poi di guarnigione in Slesia e a Posen. Nel 1833, promosso tenente, entrò nello Stato maggiore generale di Berlino, dove per le sue qualità di brillante ufficiale fu notato dai superiori, in particolare dal principe Guglielmo, allora tenente generale, in seguito re e imperatore.
Fu ben accolto a corte e nella migliore società berlinese. I suoi gusti lo avvicinavano alla letteratura, agli studi storici e ai viaggi. Nel 1827 aveva pubblicato un breve romanzo, Zwei Freunde (Due amici); nel 1831 scrisse un saggio intitolato Olanda e Belgio nelle loro mutue relazioni, dalla loro separazione sotto Filippo II alla riunificazione sotto Guglielmo I. Un anno dopo scrisse Una nota sulle circostanze interne e le condizioni sociali in Polonia, studio basato su letture e osservazioni personali della vita in Polonia. Nel 1832 si accordò per tradurre in tedesco l'opera di Gibbon Declino e caduta dell'Impero Romano (Decline and fall of the Roman empire), per la qual cosa ricevette un compenso di 75 marchi, cifra che gli era necessaria all'acquisto di un cavallo. In diciotto mesi terminò nove dei dodici volumi, ma l'editore non riuscì a pubblicare il libro, e Moltke non ricevette più di 25 marchi.

## Al servizio dell'Impero ottomano
Nel 1835 con la promozione a capitano ottenne sei mesi di licenza per viaggiare nell'Europa sudorientale. Dopo una breve permanenza a Costantinopoli gli fu richiesto dal sultano Mahmud II di modernizzare l'esercito dell'Impero ottomano, e, dopo aver ricevuto autorizzazione da Berlino, accettò l'offerta. Rimase due anni a Costantinopoli, imparò il turco e ispezionò la capitale, il Bosforo e i Dardanelli. Viaggiò molto in Bulgaria e nei Balcani, e da entrambi i lati dello stretto.
Nel 1838 fu inviato come consigliere militare presso il generale ottomano comandante le truppe in Armenia nel corso di una campagna contro Mehmet Ali. Durante l'estate Moltke compì estese ricognizioni e ispezioni, cavalcando per migliaia di chilometri.
Navigò sulle rapide dell'Eufrate, visitò e mappò gran parte dell'Impero ottomano. Nel 1839 l'esercito mosse verso sud per combattere contro gli egiziani, ma all'avvicinarsi al nemico il generale turco rifiutò di ascoltare i consigli di Moltke, il quale si dimise dal suo ruolo e prese il comando dell'artiglieria. Nella battaglia di Nizib (oggi Nisibis), il 24 giugno 1839, l'esercito ottomano fu battuto (Mehmet Ali subì nel corso della sua vita solo un paio di sconfitte). Con grande difficoltà von Moltke raggiunse il mar Nero, e quindi Costantinopoli; il suo protettore Mahmud II nel frattempo era morto, così von Moltke ritornò a Berlino, dove giunse, minato nella salute, nel dicembre 1839.
Una volta in patria pubblicò alcune delle sue lettere sotto il titolo Lettere sulle condizioni ed eventi in Turchia negli anni dal 1835 al 1839. Il libro ricevette al tempo una buona accoglienza. Al principio dell'anno successivo sposò una giovane donna inglese, Mary Burt, figlioccia di sua sorella. La loro fu un'unione felice, sebbene non allietata da figli.
Nel 1840 von Moltke fu assegnato al comando del IV Corpo d'armata, di stanza a Berlino, pubblicò le sue mappe di Costantinopoli, e insieme ad altri viaggiatori tedeschi compilò una nuova mappa dell'Asia Minore nonché un saggio sulla geografia della regione. Si appassionò alle ferrovie, e fu uno dei primi direttori della ferrovia Amburgo-Berlino. Nel 1843 pubblicò l'articolo Quali considerazioni dovrebbero determinare la scelta del tracciato di una ferrovia?
Nel 1845 diede alle stampe La campagna russo-turca in Europa, 1828-1829, libro anch'esso ben accolto nei circoli militari. Nello stesso anno prestò servizio a Roma come aiutante personale del principe Enrico di Prussia, la qual cosa gli consentì di redigere una mappa della "città eterna", pubblicata nel 1852. Nel 1848, dopo un breve ritorno allo Stato Maggiore di Berlino, divenne capo di stato maggiore del IV Corpo d'armata, di stanza in quel periodo a Magdeburgo, dove rimase sette anni durante i quali salì di grado a tenente colonnello e poi a colonnello.
Nel 1855 prestò servizio come aiutante personale del principe Federico (in seguito Federico III di Germania); in questa veste accompagnò il Principe in Gran Bretagna per il matrimonio, a Parigi, e a San Pietroburgo per l'incoronazione dello zar Alessandro.

## Capo di Stato maggiore generale
Nel 1857 fu messo a capo dello Stato maggiore generale prussiano (Großer Generalstab), una carica che ricoprì per i successivi trent'anni. Non appena insediato si mise al lavoro per modificare i metodi tattici e strategici dell'esercito prussiano, gli armamenti e i mezzi di comunicazione, l'addestramento dei quadri di comando, e i metodi di mobilitazione dell'esercito. Istituì anche lo studio della politica europea in relazione alla pianificazione delle possibili campagne militari. In breve tracciò le linee di un moderno Stato maggiore.
Nel 1859 la seconda guerra di indipendenza diede il via alla mobilitazione dell'esercito prussiano, sebbene questo non entrasse nel conflitto. Dopo la mobilitazione l'esercito venne riorganizzato, e la sua forza venne quasi raddoppiata. La riorganizzazione non fu curata da von Moltke bensì dal principe reggente Guglielmo e dal ministro della guerra Albrecht von Roon. Von Moltke osservò da vicino la guerra in corso in Italia e ne redasse una storia (pubblicata nel 1862 con l'attribuzione alla divisione storica dello Stato maggiore prussiano).
Nel dicembre 1862 a von Moltke fu richiesta una valutazione sugli aspetti militari della disputa con la Danimarca; considerò le difficoltà nel portare a termine una guerra, nel caso, probabile, in cui l'esercito danese si fosse ritirato sulle isole, dove, data l'inferiorità navale tedesca, sarebbe stato inattaccabile. Abbozzò un piano inteso ad aggirare sul fianco l'esercito danese prima di attaccarne le posizioni fronteggianti lo Schleswig, in modo da tagliare le vie di ritirata.

## La guerra contro la Danimarca
Quando la guerra, nota come seconda guerra dello Schleswig, ebbe inizio nel febbraio 1864, von Moltke non fu aggregato alle forze prussiane ma rimase a Berlino. Il suo piano di guerra fu applicato malamente e l'esercito danese si rifugiò nelle fortezze di Dybbøl e Fredericia, entrambe le quali controllavano la via di ritirata sulle isole. Le fortezze furono poste sotto assedio - Dybbøl venne conquistata con un assalto e Fredericia fu abbandonata dai danesi senza colpo ferire - ma la guerra non dava segno di avvicinarsi alla fine. L'esercito danese era in salvo sulle isole di Als e Fionia.
Il 30 aprile 1864 von Moltke divenne capo di stato maggiore delle forze alleate tedesche. Dopo un armistizio di due mesi l'esercito tedesco attaccò l'isola di Als (29 giugno). I danesi evacuarono l'isola e poco dopo accettarono le condizioni di pace proposte dai tedeschi. L'apparizione di von Moltke sul teatro di guerra aveva cambiato le sorti della guerra, e la sua influenza sul re si era notevolmente accresciuta. Di conseguenza, quando nel 1866 si ebbe lo scontro con l'Austria, i piani di von Moltke vennero adottati e scrupolosamente messi in pratica.

## La teoria della guerra

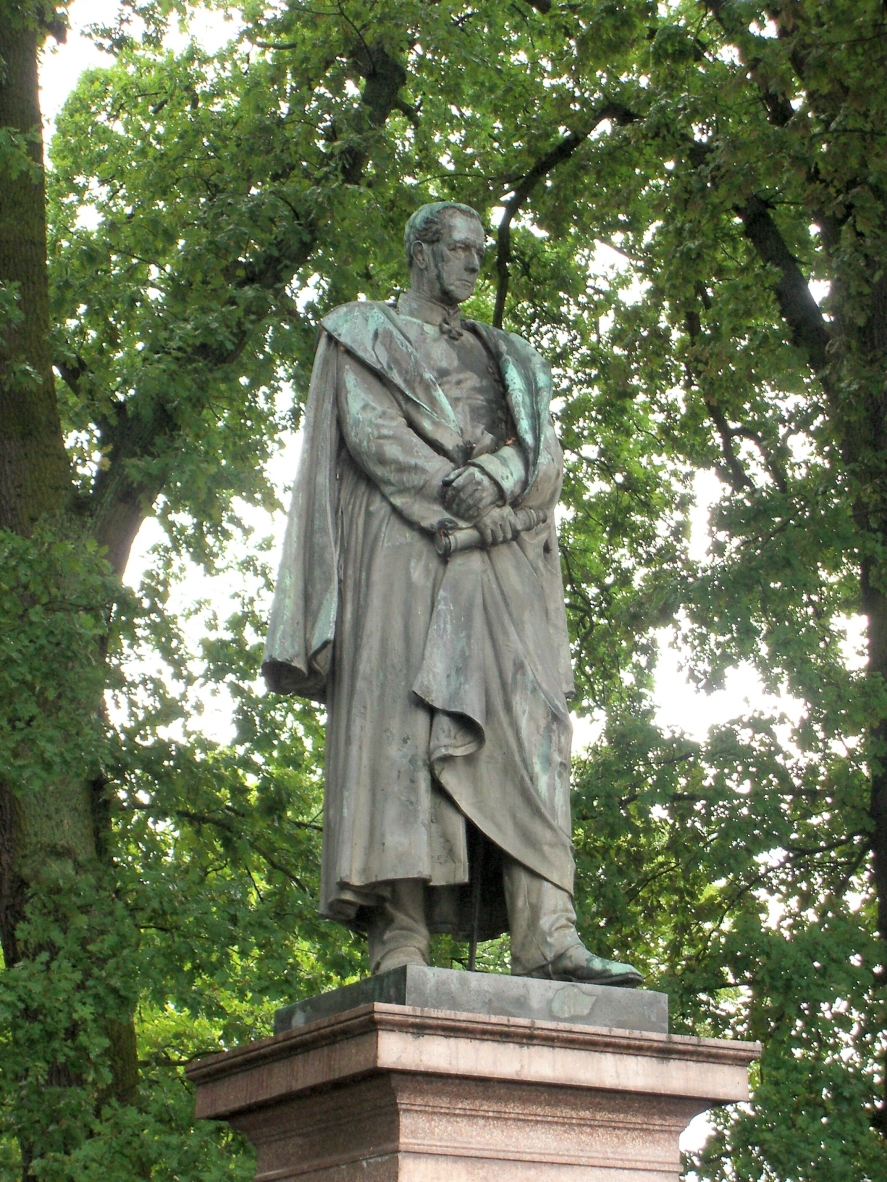
Statua (Parchim)

Discepolo più di von Clausewitz, la cui teoria sulla guerra era un tentativo per coglierne la vera natura, che di Jomini, che aveva stilato un sistema di regole, von Moltke considerava la strategia come «l'arte pratica di adattare i mezzi ai fini», e aveva sviluppato i metodi già di Napoleone in accordo con le differenti condizioni della sua epoca. Fu il primo ad accorgersi del grande potere difensivo delle moderne armi da fuoco da cui dedusse che l'attacco aggirante era diventato molto più efficace rispetto all'attacco frontale.
Aveva analizzato le tattiche napoleoniche alla battaglia di Bautzen, quando l'Imperatore scagliò le truppe di Ney, provenienti da lontano, sui fianchi degli alleati, piuttosto che unirle alle proprie forze; trasse anche insegnamenti dall'azione combinata degli alleati alla battaglia di Waterloo.
Nello stesso tempo aveva lavorato sulle modalità di spostamento e rifornimento dell'esercito. Soltanto un corpo d'armata poteva muoversi lungo una strada in un determinato giorno; allineare lungo la medesima strada due o tre corpi d'armata significava non poter utilizzare per il combattimento i due più arretrati. Più corpi d'armata in sosta in un'area ristretta non potevano ricevere rifornimenti per più di uno o due giorni. Di conseguenza concepì che l'essenza della strategia consisteva nella separazione dei corpi d'armata durante gli spostamenti e nel loro concentramento al momento della battaglia. Per essere più maneggevole un grosso esercito si doveva suddividere in più armate o gruppi di corpi d'armata, ogni gruppo sotto un comando autorizzato a regolarne i movimenti e le azioni, secondo le istruzioni del comandante in capo riguardo alla direzione e ai fini operativi.
La tesi principale di Moltke era che la strategia militare doveva concepirsi come un sistema di opzioni successive, dato che solo l'inizio delle operazioni era pianificabile. Come risultato considerava principale compito dei comandanti militari prevedere estensivamente tutte le possibili evenienze. Il suo pensiero si può riassumere in due affermazioni: «nessun piano sopravvive al contatto con il nemico» e «la guerra è una questione di espedienti».
Tuttavia, come si può notare dalle descrizioni dei suoi piani per la guerra con l'Austria e per la guerra con la Francia, questi erano molto dettagliati e cercavano di tenere conto di migliaia di variabili: è errato ritenere che von Moltke non desse peso alla pianificazione, come una considerazione superficiale delle precedenti affermazioni sembrerebbe indicare.

## La guerra con l'Austria

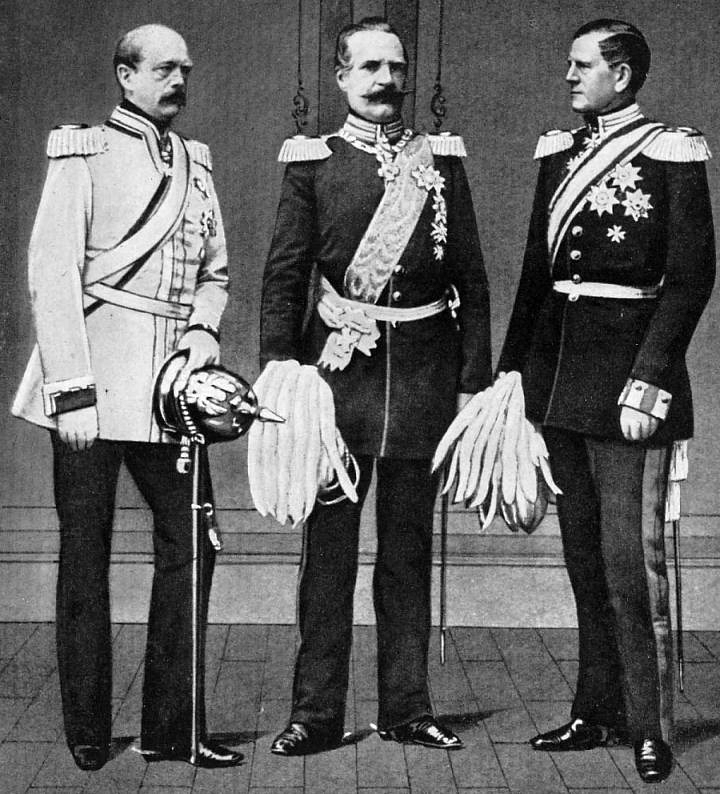
Bismarck, Roon, Moltke, i tre leader della Prussia

Von Moltke pianificò e condusse le vittoriose operazioni militari durante la guerra austro-prussiana del 1866.
I punti strategici principali sono i seguenti. Innanzitutto dimostrò la validità della concentrazione dello sforzo. I nemici erano due, l'esercito austro-sassone (270 000 uomini) e le armate tedesche del sud e del nord (circa 120 000). Le forze prussiane ammontavano dal canto loro a 60 000 uomini circa, ma Moltke cercò la superiorità in un punto decisivo: 48 000 uomini dovevano catturare l'armata di Hannover in meno di due settimane, e quindi attaccare e respingere le forze tedesche meridionali.
Per opporsi all'esercito austro-sassone la difficoltà maggiore era nel mobilitare per primo l'esercito prussiano, il che non era facile, perché il re non avrebbe ordinato la mobilitazione prima degli austriaci. La confidenza di Moltke col sistema ferroviario lo aiutò a risparmiare tempo: cinque linee ferroviarie puntavano verso la frontiera meridionale da diverse province prussiane, utilizzandole contemporaneamente, Moltke mosse tutti i suoi corpi d'armata dai loro acquartieramenti alla frontiera.
Dopo che ebbero marciato sulla Sassonia, l'esercito sassone si ritirò in Boemia. Moltke aveva due armate a circa 150 chilometri l'una dall'altra, il problema era come avvicinarle per circondare l'esercito austriaco come i francesi a Waterloo fra sir Wellington e Blücher.
Decise di riunire le due armate facendole avanzare verso Gitschin. Prevedeva che la marcia del Principe della Corona lo avrebbe probabilmente portato in collisione con una porzione dell'esercito austriaco, ma il Kronprinz disponeva di 100 000 uomini, e non era probabile che gli austriaci potessero contare su una forza superiore.
Gli austriaci agli ordini di Ludwig von Benedek marciarono più rapidamente del previsto, e potevano opporsi al Kronprinz con quattro o cinque corpi d'armata; ma l'attenzione di Benedek si diresse invece sul principe Federico, e i suoi quattro corpi d'armata, privi di un comando unificato, furono decisamente battuti. Il 1º luglio Benedek riunì le proprie forze, ormai scosse, su una posizione difensiva di fronte a Sadowa.
Le due armate di Moltke erano in quel momento a un giorno di marcia l'una dall'altra e ad altrettanto dal nemico, il 3 luglio entrarono in azione, la prima contro il centro, la seconda contro il fianco destro austriaco. L'esercito austriaco fu completamente sconfitto e la campagna e la guerra erano vinte.
Moltke non fu molto soddisfatto dell'andamento della battaglia: tentò di spostare l'Armata dell'Elba sopra Königgrätz per prevenire la ritirata austriaca, ma il suo sottoposto non riuscì a giungervi in tempo; tentò anche di trattenere la 1ª Armata da un attacco troppo a fondo, sperando in tal modo di trattenere gli austriaci sulle loro posizioni abbastanza a lungo perché la ritirata fosse loro tagliata dall'armata del Kronprinz, ma anche questo non avvenne.
Durante i negoziati di pace Otto von Bismarck si oppose al desiderio del re di annettere la Sassonia e altri territori oltre a quelli occupati, temendo l'intervento della Francia. Moltke, tuttavia, confidava di poter battere sia gli austriaci sia i francesi, se fossero intervenuti, e sottopose a Bismarck i suoi piani in caso di una guerra su due fronti.
Dopo la pace il governo prussiano assegnò a Moltke la somma di 30 000 marchi, con cui acquistò la proprietà di Creisau, vicino a Schweidnitz in Slesia (oggi Świdnica, in Polonia).
Nel 1867 fu pubblicato La campagna del 1866 in Germania; redatta sotto la supervisione personale di Moltke, era una cronaca considerata piuttosto accurata per quel tempo. Il 24 dicembre 1868 morì a Berlino la moglie di Moltke. I suoi resti furono tumulati in una piccola cappella eretta nel parco di Creisau.

## La guerra franco-prussiana
Moltke si trovò nuovamente a dirigere l'esercito prussiano nella guerra franco-prussiana (1870-1871), che mise le basi per la creazione dell'Impero tedesco nel 1871.
Le implicazioni di una guerra del genere avevano occupato l'attenzione di Moltke quasi permanentemente dal 1857: documenti pubblicati dopo la sua morte dimostrano quante volte avesse preso in considerazione tale eventualità e ricercato il migliore schieramento delle forze prussiane o tedesche per una tale campagna. Le disposizioni circa il trasporto delle truppe per ferrovia vennero revisionate annualmente allo scopo di adattarle alle modifiche dei piani strategici dettate dalle condizioni politiche, e alla crescita dell'esercito, oltre che allo svilupparsi della rete ferroviaria prussiana.
Il grande successo del 1866 aveva rafforzato la posizione di Moltke, cosicché quando il 5 luglio 1870 fu emanato l'ordine di mobilitazione delle forze prussiane e tedesche del sud, il suo piano venne adottato senza alcuna obiezione. Cinque giorni dopo Moltke ricevette la nomina a capo di Stato maggiore generale dell'esercito per la durata della guerra. Ciò gli conferì il diritto di emanare ordini equivalenti a quelli del re.
Il piano di Moltke prevedeva di riunire l'intero esercito a sud di Magonza, un distretto da cui una singola armata avrebbe potuto difendere l'intera frontiera. Se i francesi non avessero tenuto conto della neutralità del Belgio e del Lussemburgo, e fossero avanzati su Colonia o un qualche altro punto del basso corso del Reno, l'esercito tedesco sarebbe stato in grado di colpire il loro fianco; lo stesso Reno, con le fortezze di Coblenza, Colonia e Wesel, sarebbe stato un importante ostacolo sul loro cammino. Se i francesi avessero tentato di invadere la Germania meridionale, un'avanzata tedesca sul Reno avrebbe messo in pericolo le loro linee di comunicazione. Moltke si attendeva che i francesi seguissero le direttrici delle loro ferrovie per riunire le truppe vicino a Metz e, in misura minore, vicino a Strasburgo.
Le forze tedesche furono raggruppate in tre armate: la 1ª, agli ordini di Steinmetz, sulla Mosella vicino Treviri; la 2ª, di 130 000 uomini, sotto il Principe Reggente nei pressi di Homburg, con alle spalle una riserva di 60 000 uomini; la 3ª, ai comandi del Kronprintz Federico Carlo di Prussia, di 130 000 uomini, a Landau. Tre corpi d'armata erano tenuti indietro nel nordest della Germania, nel caso l'Austria facesse causa comune con la Francia.
Il piano di Moltke prevedeva che le tre armate, avanzando, compissero un arco verso destra, cosicché la 1ª Armata, sull'ala destra, avrebbe raggiunto la riva della Mosella davanti a Metz, mentre la 2ª e la 3ª avrebbero avanzato, la 3ª per colpire le forze francesi vicino a Strasburgo, la 2ª per colpire sulla Mosella vicino a Pont-à-Mousson. Se un'armata francese si fosse trovata di fronte alla 2ª Armata sarebbe stata attaccata frontalmente da questa e ai fianchi dalle altre due. Se pure si fosse trovata sulla linea fra Sarrebourg e Lunéville, o a nord di questa, poteva essere attaccata sui entrambi i fianchi dalla 2ª e 3ª Armata in cooperazione. L'intento della grande manovra verso destra era attaccare il grosso delle forze francesi in una direzione tale da sospingerle verso nord e tagliarne le comunicazioni con Parigi. La fortezza di Metz doveva solo essere tenuta sotto controllo, e il grosso delle forze tedesche, dopo aver sconfitto l'esercito francese, avrebbe potuto marciare su Parigi.
Il piano descritto fu attuato nelle sue linee maggiori. La battaglia di Wœrth si accese prematuramente, e quindi condusse non alla cattura dell'armata di Mac-Mahon, come si voleva, ma solo alla sua sconfitta e rapida ritirata.
La battaglia di Spicheren non fu voluta da Moltke, il quale avrebbe preferito trattenere l'armata di Bazaine sulla Saar fino al momento in cui avrebbe potuto attaccarla di fronte con la 2ª Armata e sul fianco sinistro con la 1ª. Ma queste inaspettate vittorie non spiazzarono von Moltke, il quale portò avanti la pianificata avanzata su Pont-à-Mousson, passò la Mosella con la 1ª e la 2ª Armata, quindi si diresse a nord in un movimento accerchiante, cosicché l'effetto della battaglia di Gravelotte fu quello di sospingere Bazaine nella fortezza di Metz e tagliargli la via per Parigi.
Niente mette pienamente in luce il pensiero e la volontà di Moltke quanto la sua determinazione di attaccare il 18 agosto alla battaglia di Gravelotte, quando altri strateghi avrebbero pensato che, una volta ottenuta una vittoria strategica, sarebbe stata inutile una vittoria tattica. Fu criticato per l'ultimo attacco di Gravelotte, causa di inutili perdite, ma oggi sappiamo che l'attacco fu ordinato dal re, e che Moltke si biasimò per non aver adoperato la propria influenza per impedirlo.
Durante la notte seguente alla battaglia Moltke lasciò un'armata a impegnare Bazaine a Metz, e inviò le altre due verso Parigi, con la più meridionale in posizione avanzata, cosicché quando fosse entrata in contatto con l'armata di Mac-Mahon l'avrebbe sospinta verso nord. Il 25 agosto si scoprì che Mac-Mahon era diretto verso nordest per soccorrere Bazaine; appena accertata l'accuratezza dell'informazione Moltke ordinò alle sue colonne di dirigersi a nord invece che a ovest. L'ala destra di Mac-Mahon fu attaccata a Beaumont mentre tentava di attraversare la Mosa, costretta a interrompere l'avanzata e ritirarsi faticosamente presso Sedan.
Alla battaglia di Sedan le due armate tedesche, guidate magistralmente da Moltke, riuscirono a circondare completamente l'armata francese, che il 1º settembre fu attaccata da tutte le direzioni e costretta alla resa. Moltke, dopo aver ottenuto a Sedan la più grande vittoria campale della sua carriera, riprese quindi l'avanzata su Parigi, che venne circondata.
L'assedio di Metz ebbe termine il 27 ottobre; il 28 gennaio 1871 a Parigi fu concluso l'armistizio che pose fine alla guerra.

## Gli ultimi anni
Nell'ottobre 1870 Moltke ricevette il titolo di graf (conte), come ricompensa per i suoi servigi. Nel giugno 1871 fu promosso a feldmaresciallo e ottenne una grossa prebenda monetaria. Fu deputato al Reichstag della Confederazione Tedesca del Nord dal 1867 al 1871 e del Reichstag dell'Impero tedesco dal 1891.
Dopo la guerra franco-prussiana supervisionò la redazione della storia ufficiale, pubblicata fra il 1874 e il 1881 dallo Stato maggiore.
Nel 1888 lasciò l'incarico di capo di Stato maggiore e gli successe Alfred von Waldersee. Suo nipote Helmuth Johann Ludwig von Moltke rivestì la medesima carica dal 1906 al 1914.
Graf von Moltke lasciò il servizio attivo il 9 agosto 1888 e morì a Berlino nel 1891.

## Valutazione storica

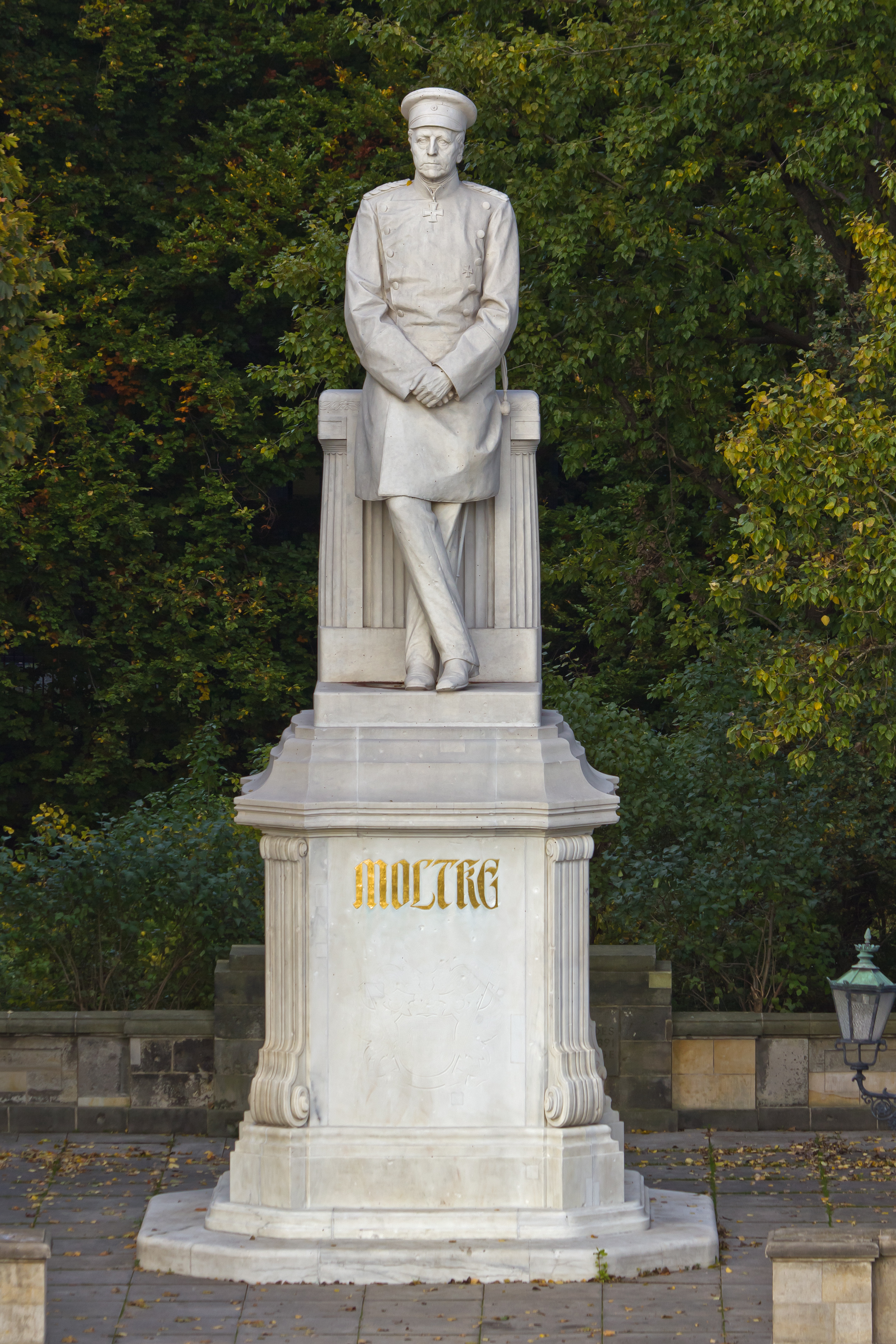
Moltke (Tiergarten), Joseph Uphues, 1905

Come stratega Moltke mise in mostra notevolissime qualità soprattutto durante la marcia convergente direttamente sul campo di battaglia di Sadowa e nella doppia manovra avvolgente coronata dal trionfo di Sedan; in altre occasioni i suoi piani, apparentemente ben congegnati, non si realizzarono compiutamente (anche per un eccesso di indipendenza dei suoi subordinati), come nelle fasi iniziali della guerra franco-prussiana.
Tuttavia, senza dubbio, non dovette mai fronteggiare situazioni al di sopra delle proprie forze, o avversari in superiorità numerica, perciò le sue decisioni sembrarono prese senza il minimo sforzo. Nel campo organizzativo, logistico e nel lavoro di stato maggiore, il genio di Moltke è invece fuori questione.
D'altra parte Dupuy scrive, da un punto di vista squisitamente statunitense:
È certamente vero che Moltke ebbe a sua disposizione un grande esercito grazie agli sforzi del ministro della guerra von Roon, e si trovò in situazioni quasi ideali per combattere, grazie alla brillante diplomazia di Otto von Bismarck. Il compito di Moltke era quello di vincere la guerra coi mezzi a sua disposizione, e in questo ebbe un completo successo.

## La persona
Era di corporatura alta e magra e negli ultimi anni la sua espressione fu impostata alla durezza e al distacco. D'abitudine taciturno e riservato, sebbene poliglotta, di lui si diceva ironicamente che sapesse stare zitto in sette lingue. La rigida scuola della giovinezza gli conferì un raro autocontrollo, tale che non si conosce alcuna sua espressione indiscreta o scortese. Molto prima che il suo nome fosse conosciuto al grande pubblico era noto nell'esercito come un uomo di grande valore, ammirato da tutti e senza nemici.

## Bibliografia

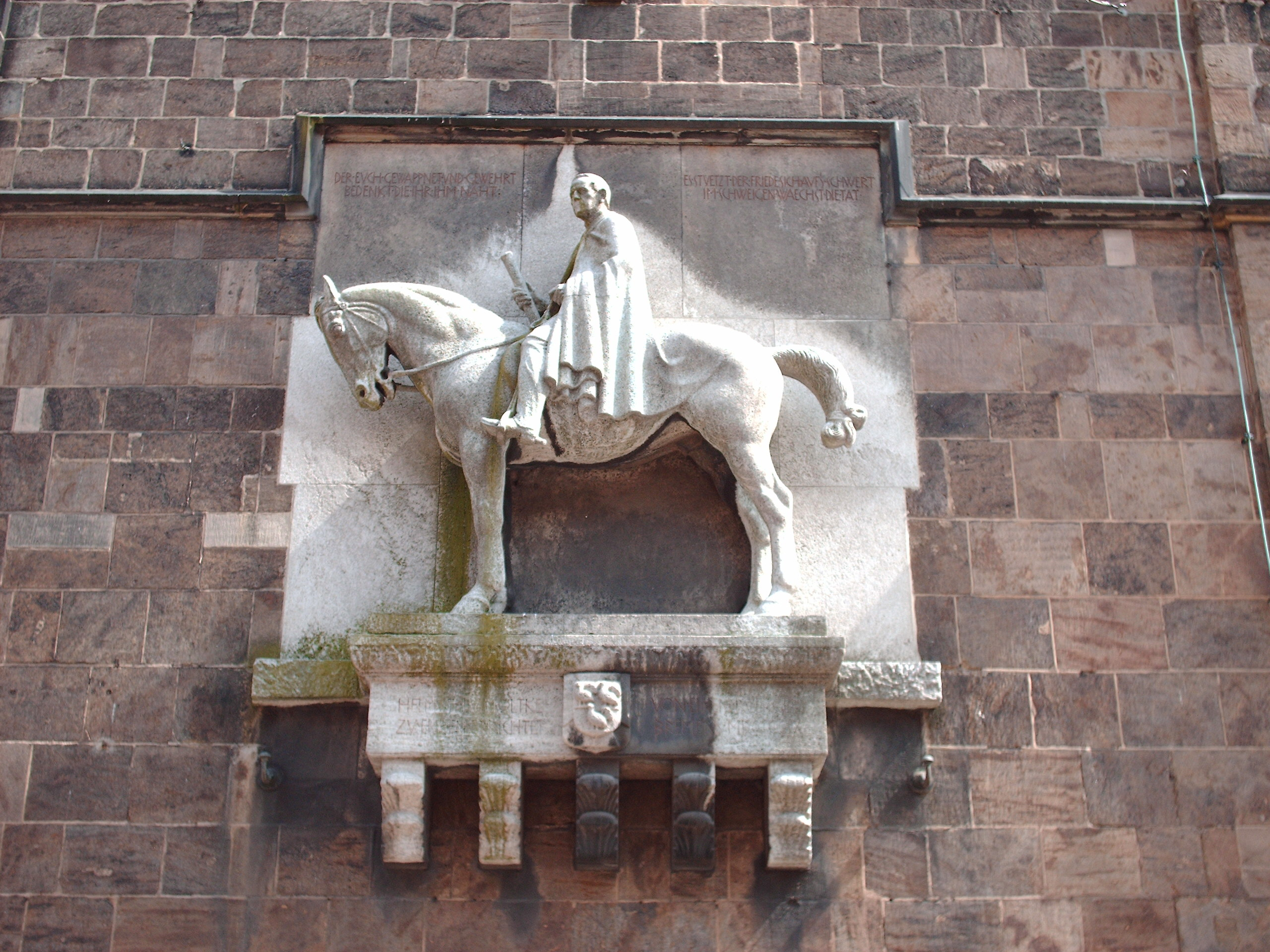
Statua (Brema)